# À deux faces
Albums de Plume Latraverse
En noir et blanc Plume à l'Outremont
À deux faces est un album de Plume Latraverse, sorti en décembre 1976.

## Liste des titres
Toutes les chansons sont écrites par Plume Latraverse, sauf mention contraire.
| No | Titre                                                                    | Auteur | Durée |
| -- | ------------------------------------------------------------------------ | ------ | ----- |
| 1. | La p’tite vingnenne pis l’gros torrieu                                   |        | 2:23  |
| 2. | Samba sabbatiquement fausse                                              |        | 4:10  |
| 3. | Hygiène                                                                  |        | 1:30  |
| 4. | Chanson à message                                                        |        | 1:50  |
| 5. | Le retour à la terre (Normand Grégoire, Pierre Landry, Plume Latraverse) |        | 2:56  |
| 6. | Saigne tes brakes                                                        |        | 7:45  |

| No  | Titre                                                                  | Durée |
| --- | ---------------------------------------------------------------------- | ----- |
| 7.  | Salusoleil                                                             | 2:26  |
| 8.  | (Objets inanimés) (Pierre Landry)                                      | 0:50  |
| 9.  | Lettre à Charlot (avec Pierrot Léger — Plume Latraverse, Pierre Léger) | 5:10  |
| 10. | 18 piasses de l'heure                                                  | 1:40  |
| 11. | Cirku$                                                                 | 3:05  |
| 12. | Jazzette: "Qui c'est qui est l'hôte?"                                  | 2:30  |
| 13. | Blou (La Toune liquide)                                                | 1:20  |
| 14. | Motel Horizon (Plume Latraverse, Robert Séguin)                        | 2:40  |
| 15. | La Ballade de J. J. Phaneuf                                            | 0:50  |